# Erax maculatus
Erax maculatus là một loài ruồi trong họ Asilidae. Erax maculatus được Scopoli miêu tả năm 1763.